# الساحلة (المحفد)

تعديل مصدري - تعديل

الساحلة (المحفد) هي إحدى قرى عزلة المحفد بمديرية المحفد التابعة لمحافظة أبين، بلغ تعداد سكانها 258 نسمة حسب تعداد اليمن لعام 2004.